# Cornelius Olsson
Cornelius Olsson, Olsson i Berg, född 10 juli 1857 i Norums socken, död 22 mars 1937 i Ucklum, var en svensk lantbrukare och riksdagspolitiker i Lantmanna- och borgarpartiet.
Olsson var ägare till fastigheten Berg i Ucklum och var där verksam som lantbrukare samt innehade förtroendeuppdrag som kyrkvärd och nämndeman. Han var ledamot av riksdagens andra kammare 1909–1932. Han var fram till 1911 invald av Inlands domsagas valkrets, åren 1912–1921 invald av Göteborgs och Bohus läns södra valkrets samt därefter vald av Göteborgs och Bohus läns landstingsområdes valkrets.